# ويليام إل. كالهون
ويليام إل. كالهون (بالإنجليزية: William L. Calhoun)‏ هو ضابط أمريكي، ولد في 13 يوليو 1884 في فلوريدا في الولايات المتحدة، وتوفي في 20 أكتوبر 1963.